# Betschwanden
Betschwanden est une localité et une ancienne commune suisse du canton de Glaris, située dans la commune de Glaris Sud.

## Géographie
Selon l'Office fédéral de la statistique, l'ancienne commune de Betschwanden mesurait 9,75 km2 et était limitrophe de Braunwald, Elm, Linthal, Luchsingen et Rüti.
 Description de l'église, son histoire et l'orgue.

## Démographie
Selon l'Office fédéral de la statistique, Betschwanden possède 182 habitants fin 2022. Sa densité de population atteint 19 hab./km².
Le graphique suivant résume l'évolution de la population de Betschwanden entre 1850 et 2008 :